# Bayandur
Bayandur (in armeno Բայանդուր?) è un comune di 690 abitanti (2010) della Provincia di Shirak in Armenia.